# Соловьёв, Анатолий Александрович (футболист)
Анато́лий Алекса́ндрович Соловьёв (9 октября 1953, Электросталь, СССР) — советский футболист, защитник, полузащитник. Обладатель Кубка СССР (1972) в составе «Торпедо» (Москва).
После завершения карьеры футболиста работал тренером команды «Кузбасс» и главным тренером команды «Торпедо» (Владимир).
В настоящее время[какое?] является постоянным участником турнира среди ветеранов футбола «Негаснущие звёзды» и др.